# Čudotvorna medaljica
Čudotvorna medaljica je blagoslovina koju katolici nose oko vrata s ciljem dobivanja milosti. Budući da su zabilježena brojna čudesa, medaljica je prozvana čudotvornom medaljicom.

## Izgled
Medaljica je duguljasta, ovalna oblika, najčešće dimenzija oko 1 × 2 cm. Na prednjoj strani je lik Blažene Djevice Marije kojoj iz ruku izlaze snopovi zraka, pod nogama joj je globus, a na glavi kruna od zvijezda. Oko njene slike piše: „O Marijo, bez grijeha začeta, moli za nas koji se tebi utječemo“. S druge strane je znak križa isprepleten sa slovom M. Ispod su Srce Isusovo i Srce Marijino, a okolo 12 zvijezda. 

## Nastanak
Majka Božja ukazala se Catherine Labouré, redovnici iz reda sestra milosrdnica sv. Vinkog Paulskog, 27. studenoga 1830. Bila je odjevena u bijelu svilu s nogama na maloj kugli, ispruženih ruku, a iz prstiju je zračila svjetlost. Marija je objašnjavala da kugla predstavlja cijeli svijet i svaku pojedinu dušu. Blistave zrake simbol su milosti koju pruža onima koji je traže. U međuvremenu, oko Marije se oblikovala duguljasta slika ovalnog oblika, a okolo su pisale riječi: „O Marijo, bez grijeha začeta, moli za nas koji se tebi utječemo“. Katarina Laboure čula je glas da napravi medaljicu po tom uzoru. Sve osobe koje je nose oko vrata dobit će posebne milosti. Medaljica je nastala uz puno poteškoća i proširila se po svijetu. Dogodila su se brojna čudesa pa je prozvana čudotvornom medaljicom. Medaljicu je nosila i Bernardica Soubirous kojoj se Marija ukazala u Lurdu 1858. Ona je izjavila da je Marija prilikom ukazanja u spilju u Lurdu izgledala onako kako je prikazana na medaljici. Katolička marijanska udruga Vojska Bezgrešne najviše širi ove medaljice.

## Simbolika
Lik Marije s globusom pod njenim nogama pretkazuje novi otkupljeni svijet u kojem Marija nadvladava sile zla. Snopovi zraka iz ruku znak su milosti koje preko Marije dariva Isus Krist. Uloga Marijina posredovanja izražena je i zazivom „O Marijo, bez grijeha začeta, moli za nas, koji se tebi utječemo“. Znak križa i inicijal Marijinog imena M na naličju medaljice simboliziraju nerazdjeljivu Marijinu povezanost s Isusom i njezino sudjelovanje u otajstvu otkupljenja. Podno toga su dva znaka ljubavi: Isusovo Srce ovjenčano trnjem i Marijino Srce probodeno mačem boli. Vijenac od 12 zvijezda znak je prve Crkve i 12 apostola te simbol putujuće Crkve koja je i dalje povezana s Marijom.

## Štovanje
Svetkovinu Ukazanja Bezgrešne Djevice Marije svetoj Katarini Laboure ili Gospe od Čudotvorne medaljice odobrio je 23. srpnja 1894. papa Lav XIII. Slavi se 27. studenoga i glavna je svetkovina Družbe Marijinih sestara čudotvorne medaljice.

## Vanjske poveznice
- Hrvatska provincija Marijinih sestara čudotvorne medaljice  Arhivirana inačica izvorne stranice od 27. studenoga 2021. (Wayback Machine), službeno mrežno mjesto